# Joodse begraafplaats (Holzfeld)
De Joodse begraafplaats (Duits: Jüdischer Friedhof) in Holzfeld (Rhein-Hunsrück-Kreis) was de begraafplaats voor de joodse gemeente van Hirzenach.

## Geschiedenis
Tot circa 1845 begroef de joodse gemeente van Hirzenach de doden op de joodse begraafplaats in het aan de andere zijde van de Rijn gelegen Wellmich bij Sankt Goarshausen. De groei van de joodse gemeenschap van Hirzenach tot circa 30 personen stond, naast het stichten van een eigen synagoge, ook de aankoop van een stuk grond voor de inrichting van een eigen begraafplaats toe. Het perceel was gelegen op een steile helling aan de benedenloop van de Budbach in het bosgebied, dat weliswaar tot het dorpsareaal van Holzfeld behoorde maar dicht bij Hirzenach lag.
De meeste joden verlieten Hirzenach al tegen het einde van de 19e eeuw. De kwijnende gemeenschap vierde de laatste bar mitswa in 1908; de sterk vervallen synagoge werd later in 1930 verkocht en tot woonhuis verbouwd. De laatste in Hirzenach woonachtige joden werden in 1942 gedeporteerd. 
In 1944 zou de begraafplaats voor 50 RM worden verkocht aan de gemeente Holzfeld, maar het koopverdrag kwam niet meer tot stand. Bewaard bleven 15 grafstenen van basaltlava resp. zandsteen.

## Bereikbaarheid
Vroeger was de begraafplaats vanuit Hirzenach te bereiken over de spoorwegovergang. Met het verdwijnen van de overgang is de begraafplaats slechts te bereiken vanuit Holzfeld via een moeilijk begaanbaar pad door het bos. 

## Afbeeldingen

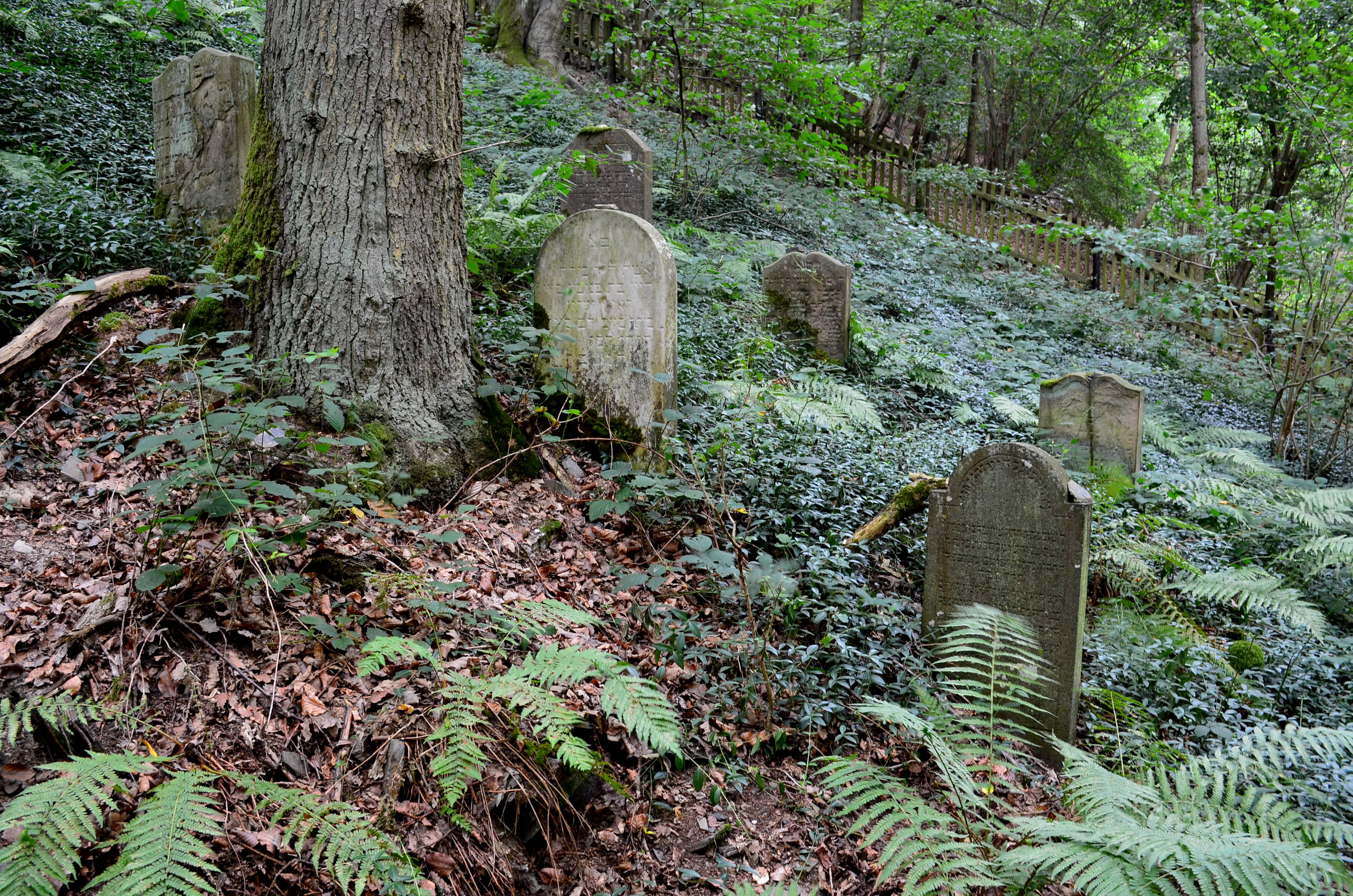
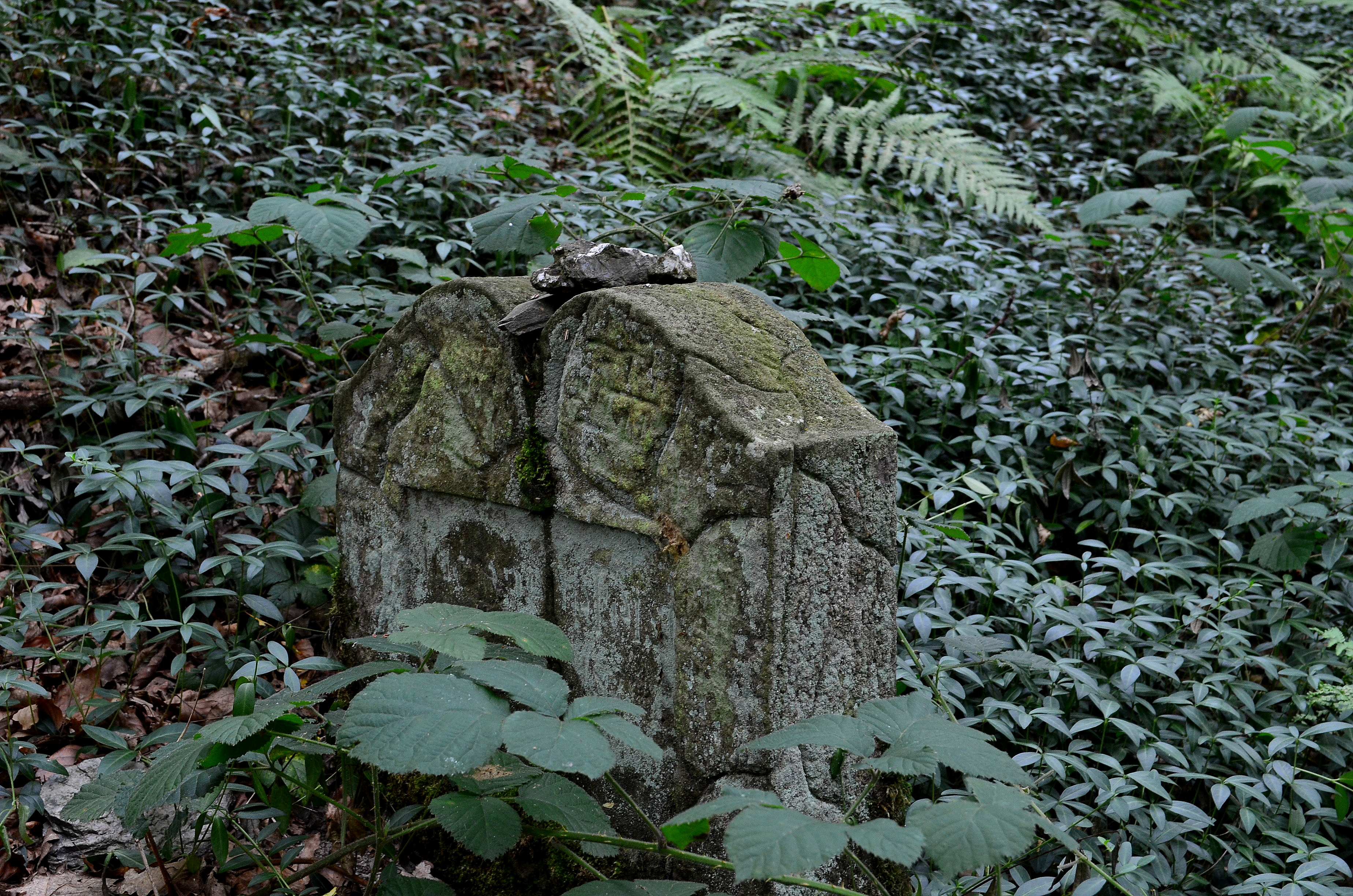
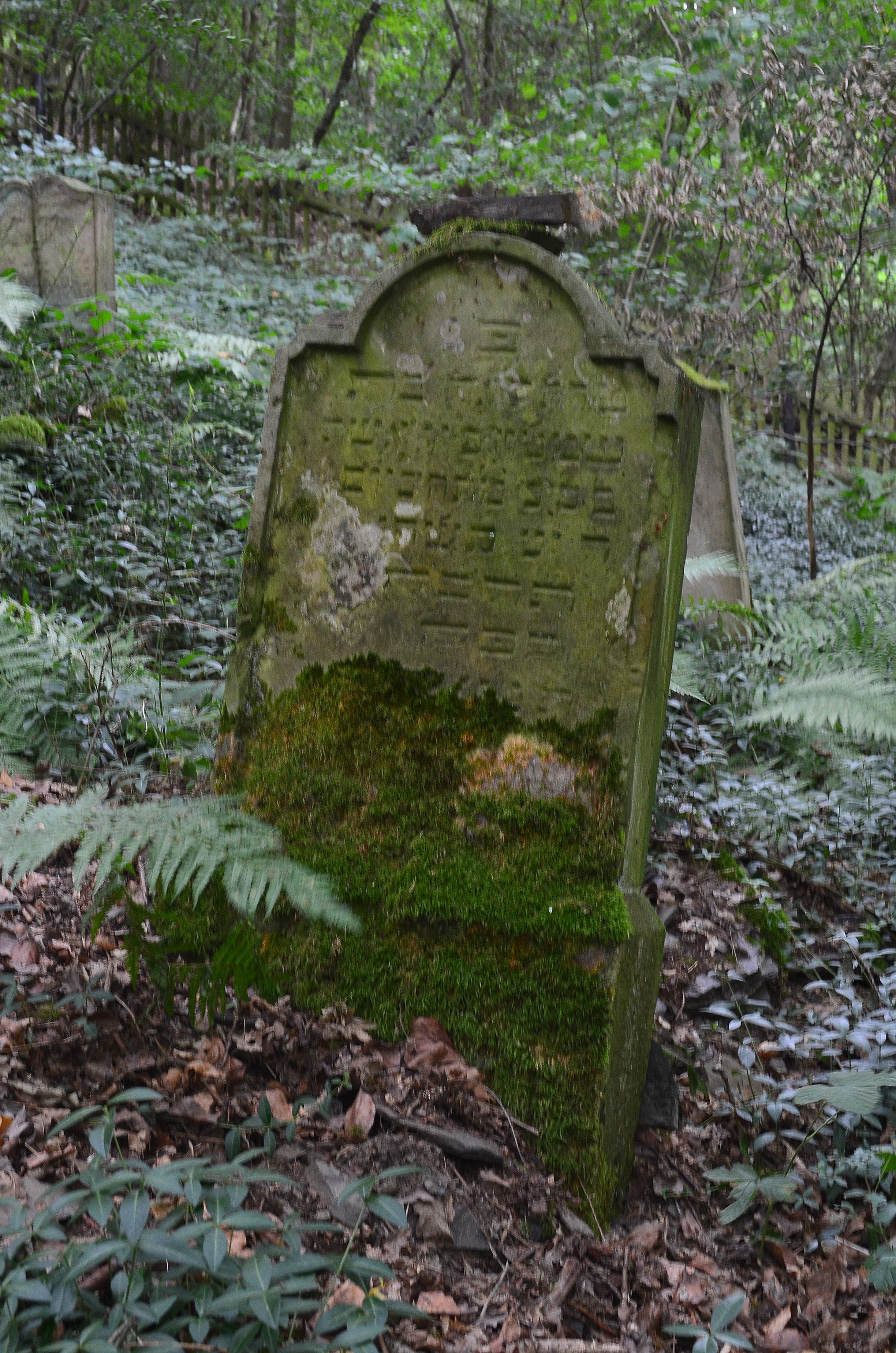